# Орднунгсполицај
Орднунгсполицај била је униформасана цивилна полиција у Нацистичкој Немачкој између 1936. и 1945. Као и остале полицијске службе (Гестапо, Зихерхајтсполицај, Криминалполицај и Рајхсзихерхајтсхауптамт), била је малтене нераздвојно асимилована у свеукупан немачки полицијски систем. Униформе и застава били су зелени, па је зато алтернативни, познатији назив, Зелена полиција. Пред крај рата, 1944. године, Орднунгсполицај је бројила 401.300 чланова.
Основан је као централизована организација која је обједињавала општинске, градске и сеоске униформисане снаге, претходно организоване у локалне службе. Убрзо, уз асимилацију у полицијски систем, Орднунгсполицај је извршавао све полицијске, законске и хитне службене дужности - полиција, ватрогаство, обалска стража, цивилна одбрана и други.